# ボイコット (アルバム)
『ボイコット』は、2020年3月11日にソニー・ミュージックアソシエイテッドレコーズより発売された、日本のバンド、amazarashiの5枚目のフルアルバム。

## 概要
前回の4th album「地方都市のメメント・モリ」から2年3ヶ月ぶりのフルアルバム。
漫画『月曜日の友達』主題歌「月曜日」、弾き語りライブ『理論武装解除』で披露された未音源化曲「夕立旅立ち」、初武道館ライブ『朗読演奏実験空間 新言語秩序』のテーマシングル「リビングデッド」、そのカップリング曲「独白」、テレビアニメ『どろろ』エンディングテーマ「さよならごっこ」、amazarashi Live Tour 2019『未来になれなかった全ての夜に』で披露されさらに同年末にはMVに横浜流星など有名俳優を起用した楽曲「未来になれなかったあの夜に」を含む計14曲を収録。キャリア史上最長の期間で制作され、またベストアルバムを除き史上最多の収録曲数となる。
初回生産限定盤A(2CD＋Blu-ray＋ブックレット)、初回生産限定盤B(2CD＋DVD＋ブックレット)、通常盤の3形態で発売。
また初回盤のCDには、収録曲5曲の弾き語りバージョンが、Blu-rayとDVDには、そのパフォーマンス映像、MV、2019年末のCOUNTDOWN JAPANからライブ映像がそれぞれ収録される。

## 収録曲
| 全作詞・作曲: 秋田ひろむ。 |                                             |            |            |      |
| #                          | タイトル                                    | 作詞       | 作曲・編曲 | 時間 |
| 1.                         | 「拒否オロジー」                            | 秋田ひろむ | 秋田ひろむ | 2:53 |
| 2.                         | 「とどめを刺して」                          | 秋田ひろむ | 秋田ひろむ | 4:19 |
| 3.                         | 「夕立旅立ち」                              | 秋田ひろむ | 秋田ひろむ | 4:30 |
| 4.                         | 「帰ってこいよ」                            | 秋田ひろむ | 秋田ひろむ | 6:07 |
| 5.                         | 「さよならごっこ」                          | 秋田ひろむ | 秋田ひろむ | 4:32 |
| 6.                         | 「月曜日」                                  | 秋田ひろむ | 秋田ひろむ | 6:08 |
| 7.                         | 「アルカホール」                            | 秋田ひろむ | 秋田ひろむ | 5:15 |
| 8.                         | 「マスクチルドレン」                        | 秋田ひろむ | 秋田ひろむ | 5:29 |
| 9.                         | 「抒情死」                                  | 秋田ひろむ | 秋田ひろむ | 4:37 |
| 10.                        | 「死んでるみたいに眠ってる」                | 秋田ひろむ | 秋田ひろむ | 4:58 |
| 11.                        | 「リビングデッド」                          | 秋田ひろむ | 秋田ひろむ | 4:53 |
| 12.                        | 「独白」                                    | 秋田ひろむ | 秋田ひろむ | 5:06 |
| 13.                        | 「未来になれなかったあの夜に (long edit.)」 | 秋田ひろむ | 秋田ひろむ | 7:12 |
| 14.                        | 「そういう人になりたいぜ」                  | 秋田ひろむ | 秋田ひろむ | 5:58 |
| 合計時間:                  | 合計時間:                                   | 71:57      |            |      |

| #         | タイトル                                 | 作詞  | 作曲・編曲 | 時間 |
| --------- | ---------------------------------------- | ----- | ---------- | ---- |
| 1.        | 「月曜日 Acoustic Ver.」                 |       |            | 6:20 |
| 2.        | 「帰ってこいよ Acoustic Ver.」           |       |            | 6:29 |
| 3.        | 「マスクチルドレン Acoustic Ver.」       |       |            | 5:38 |
| 4.        | 「夕立旅立ち Acoustic Ver.」             |       |            | 4:22 |
| 5.        | 「そういう人になりたいぜ Acoustic Ver.」 |       |            | 5:58 |
| 合計時間: | 合計時間:                                | 28:47 |            |      |

| #   | タイトル                                                    | 作詞 | 作曲・編曲 |
| --- | ----------------------------------------------------------- | ---- | ---------- |
| 1.  | 「月曜日 (Acoustic Performance)」                           |      |            |
| 2.  | 「帰ってこいよ (Acoustic Performance)」                     |      |            |
| 3.  | 「マスクチルドレン (Acoustic Performance)」                 |      |            |
| 4.  | 「夕立旅立ち (Acoustic Performance)」                       |      |            |
| 5.  | 「そういう人になりたいぜ (Acoustic Performance)」           |      |            |
| 6.  | 「月曜日 (MV)」                                             |      |            |
| 7.  | 「リビングデッド (MV)」                                     |      |            |
| 8.  | 「さよならごっこ (short ver. MV)」                          |      |            |
| 9.  | 「未来になれなかったあの夜に (MV)」                         |      |            |
| 10. | 「ワードプロセッサー (LIVE@COUNTDOWN JAPAN 19/20)」         |      |            |
| 11. | 「ヨクト (LIVE@COUNTDOWN JAPAN 19/20)」                     |      |            |
| 12. | 「性善説 (LIVE@COUNTDOWN JAPAN 19/20)」                     |      |            |
| 13. | 「独白 (LIVE@COUNTDOWN JAPAN 19/20)」                       |      |            |
| 14. | 「未来になれなかったあの夜に (LIVE@COUNTDOWN JAPAN 19/20)」 |      |            |

## ツアー
2020年4月28日より自身初となるホールツアー「amazarashi LIVE TOUR 2020「ボイコット」」が全国6都市8公演開催される予定だったが、新型コロナウイルス感染拡大に伴い、延期、再延期が決定した。
- 2020年4月28日（火）大阪府 グランキューブ大阪（大阪府立国際会議場）
- 2020年4月29日（水・祝）大阪府 グランキューブ大阪（大阪府立国際会議場）
- 2020年5月4日（月・祝）福岡県 福岡サンパレス
- 2020年5月6日（水・祝）愛知県 日本特殊陶業市民会館 フォレストホール
- 2020年5月10日（日）北海道 カナモトホール（札幌市民ホール）
- 2020年5月19日（火）東京都 東京国際フォーラム ホールA
- 2020年5月20日（水）東京都 東京国際フォーラム ホールA
- 2020年5月24日（日）青森県 リンクステーションホール青森（青森市文化会館）
- 2020年9月28日（月）福岡県 福岡サンパレス

- 2020年9月30日（水）大阪府 グランキューブ大阪（大阪府立国際会議場）
- 2020年10月1日（木）大阪府 グランキューブ大阪（大阪府立国際会議場）
- 2020年10月24日（土）愛知県 日本特殊陶業市民会館 フォレストホール
- 2020年11月6日（金）東京都 東京ガーデンシアター
- 2020年11月22日（日）東京都 東京ガーデンシアター
- 2020年12月15日（火）青森県 リンクステーションホール青森（青森市文化会館）
- 2020年12月17日（木）北海道 カナモトホール（札幌市民ホール）

振替スケジュール
- 2021年9月2日（木）東京都 東京ガーデンシアター
- 2021年9月11日（土）青森県 リンクステーションホール青森（青森市文化会館）
- 2021年9月14日（火）東京都 東京ガーデンシアター
アルバム『七号線ロストボーイズ』完全生産限定盤にライブ映像が収録
- 2021年9月16日（木）福岡県 福岡サンパレス
- 2021年9月23日（木・祝）北海道 カナモトホール (札幌市民ホール)
- 2021年10月13日（水）大阪府 グランキューブ大阪（大阪府立国際会議場）
- 2021年10月14日（木）大阪府 グランキューブ大阪（大阪府立国際会議場）
- 2021年11月7日（日）愛知県 日本特殊陶業市民会館 フォレストホール

追加公演
- 2021年11月16日（火）東京都 LINE CUBE SHIBUYA（渋谷公会堂）
- 2021年11月17日（水）東京都 LINE CUBE SHIBUYA（渋谷公会堂）